# Barry Guy

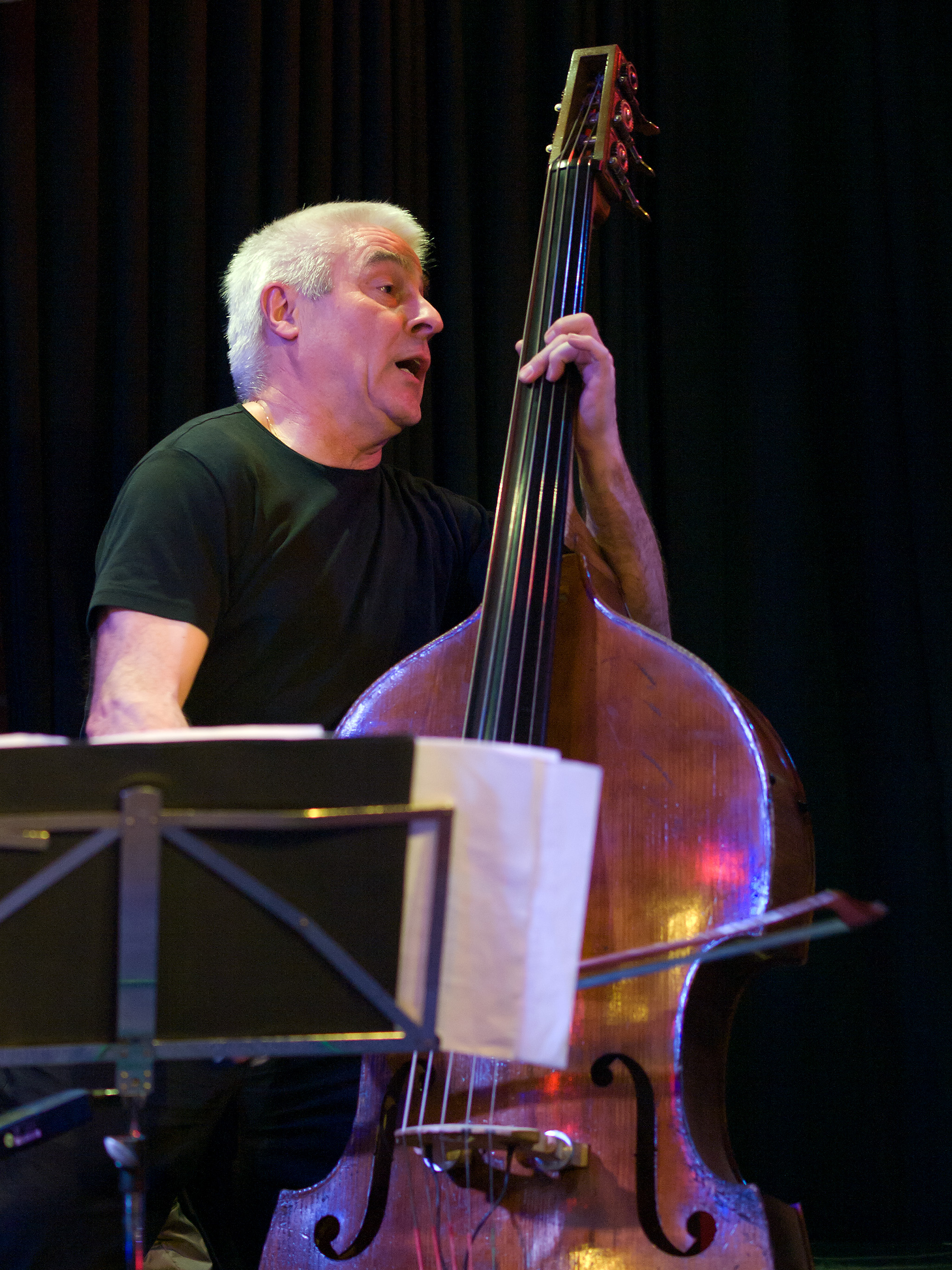
Barry Guy in 2011

Barry (John) Guy (Londen, 22 april 1947) is een Brits componist en contrabassist.

## Levensloop
Naast zijn studie aan de volksuniversiteit en werkzaamheden in een architectenbureau was hij bezig als muzikant, eerst dixieland, dan swing, blues en bebop. Guy studeerde aan de Guildhall School of Music and Drama in Londen. Alhoewel hij hoofdzakelijk in het barokorkest Academy of Ancient Music onder leiding van Christopher Hogwood speelde, werkte hij ook met John Stevens en Trevor Watts in het Spontaneous Music Ensemble samen. Zijn lijst van ensembles is heel groot, hij speelde nog onder andere in het trio van de pianist Howard Riley, met T. Watts, Tony Oxley en Peter Kowald, het "Open Music Trio" van Bob Downes alsook in de Michael Nyman-Band. Ook in het lijstje van orkesten vindt men bekende namen: The Orchestra of St.John’s Smith Square, Monteverdi Orchestra, Kent Opera Orchestra en The London Classical Players. 
Sinds 1980 is hij lid van het Parker-Guy-Lytton-Trio, richtte met Evan Parker, Eddie Prévost en Keith Rowe de groep Supersession op en behoorde tot het door Parker in 1992 opgerichte Electro-Acoustic Ensemble. Hij verzorgde ook optredens met de groep Elsie Jo. Vanaf 1988 heeft Guy samen met zijn echtgenote, de Zwitserse barokvioliste Maya Homburger, meegewerkt aan barokke kamermuziek-concerten. Zij richtten samen ook het platenlabel Maya Recordings op en verzorgden concerten met zowel barokmuziek alsook vrij geïmproviseerde werken. 
Hij is medeoprichter en artistiek leider van het London Jazz Composers Orchestra. Voor dit orkest schreef hij ook verschillende werken als componist. Een doelstelling van dit orkest, dat rond 30 jaren bestond, was de relaties tussen de individuele improvisatie en het "georganiseerde" ensemblegeluid te onderzoeken en uit te breiden. In 1998 richtte hij het Barry Guy New Orchestra (BGNO) op en verzorgde met dit orkest optredens op festivals en als project ensemble. In dit orkest werken o.a. mee Marilyn Crispell (piano), (weer) Evan Parker, Mats Gustafsson en Hans Koch (alle saxofoon), de koperblazers Hannes Bauer, Herb Robertson en Per Ake Holmlander en de slagwerkers Paul Lytton en Raymond Strid.
Als componist schrijft hij werken in verschillende genres. 

## Composities

### Werken voor orkest
- 1970 Incontri, voor cello en orkest
- 1970-1971 Ode
- 1971 Statements I
- 1972 D, voor orkest
- 1972 Statements III
- 1974 Anna, voor contrabas en orkest
- 1974 Patterns and Time Passing
- 1974 Flagwalk, voor solostrijker en strijkorkest
- 1975 Songs from Tomorrow, voor orkest
- 1976 Play, voor kamerorkest
- 1977 Eos, voor contrabas en orkest
- 1977 Statements IV
- 1979 Statements II – Ex, voor contrabas en orkest
- 1980 Four pieces (Stringer), voor orkest
- 1981 Polyhymnia
- 1984 Harmos
- 1988 The Eye of Silence, voor viool, twee dwarsfluiten en strijkorkest
- 1989 Double Trouble
- 1989 Study
- 1989 UM 1788, voor strijkkwintet en 18 strijkers
- 1991 Theoria
- 1992 After the Rain, voor strijkorkest
- 1992 Bird Gong Game, voor zangstem, contrabas, piano en kamerorkest
- 1993 Portraits
- 1993 Voyages of the Moon, voor contrabas en orkest
- 1995 Gaia
- 1995 Three Pieces for Orchestra
- 1995 Witch Gong Game III/12
- 1996 Concerto for Orchestra: "Fallingwater", voor orkest
- 2000 Inscape-Tableaux, voor orkest
- 2000 Switch
- 2001 Nasca Lines, voor orkest
- 2002 Folio, voor barokviool, viool, improviserend contrabas en strijkers
- 2002 Folio Five, voor viool en strijkorkest, delen van Folio
- 2003 Oort-Entropy

### Werken voor koren
- 1994 Un Coup de Dés, voor 4 mannenstemmen of een veelheid hiervan

### Vocale muziek
- 1980 Waiata, voor tenor en bas (die ook verschillende slagwerkinstrumenten spelen)
- 1986 The Road to Ruin, voor sopraan, alt, tenor bas en strijkkwartet
- 1992 Remembered Earth, voor sopraan, alt, tenor, bas, gemengd koor, barokviool, klavecimbel, klarinet/basklarinet en contrabas

### Kamermuziek
- 1969 Four Miniatures, voor dwarsfluit en piano
- 1970 Strijkkwartet nr. 2
- 1973 Games (for All Ages), voor klarinetten (Es-klarinet, basklarinet, contrabasklarinet) piano, viool, cello en contrabas
- 1973 Strijkkwartet nr. 3
- 1978 Details ("From the Architecture of Antoni Gaudí"), voor 2 hobo's, fagot en klavecimbel
- 1979 Bitz!, voor 1 altfluit (ook: piccolo), 1 contraaltklarinet, 1 (Esklarinet, (ook: basklarinet), piano, viool, altviool en cello
- 1979 Pfiff, voor cello, slagwerk en piano
- 1985 rondOH!, voor viool, contrabas en piano
- 1985 Whistle and Flute, voor dwarsfluit en trompet
- 1986 Video Life, voor contrabas en geluidsband
- 1989 The Eye of Silence, voor viool, piano, cimbalom en contrabas
- 1991 Look Up!, voor acht cello's  (won de Royal Philharmonic Society Award for Chamber-Scale Composition 1991–1992)
- 1992 Mobile Herbarium, voor saxofoonkwartet
- 1994 Buzz, vioolconsort
- 1998 Redshift, voor twee cello's
- 1998 Bubblets, voor barokviool en klavecimbel
- 1999 Dakryon, voor barokviool, contrabas en geluidsband
- 2002 Inachis, voor viool solo
- 2003 Points from Now, voor dwarsfluit, twee cello's en slagwerk
- 2003 Anaklasis, voor twee contrabassen
- Celebration, voor viool- en contrabasimprovisatie Celebration door Maya Homburger (barokviool) en Barry Guy (contrabas)
- Five Fizzles, voor contrabas solo Five Fizzles door Barry Guy
- Hier ist noch immer alles fließend, voor twee contrabassen
- Incision 1, 2, 3, 4, 5, 6, voor sopraan- of tenorsaxofoon en contrabas (samen met: Evan Parker)
- La robe de l'avonture, voor twee contrabassen
- Odyssey, voor contrabas, piano en slagwerk Odyssey door Agustí Fernández, Barry Guy en Ramon Lopez
- Peace Piece, voor contrabas solo Peace Piece door Barry Guy
- Paintings, voor twee contrabassen (samen met: Peter Kowald)

### Elektronische muziek
- 1976 Eos X, voor contrabas en geluidsband
- 1978 Hold Hands and Sing, voor sopraan, alt, tenor, bas en elektronica

### Filmmuziek
- 1986 Breaking the Surface